# Miguel Ángel Rodríguez (actor argentino)
Miguel Ángel Rodríguez (Buenos Aires, 10 de noviembre de 1960) es un actor y comediante argentino. Es ganador de 3 Premios Martín Fierro: a la mejor labor cómica / humorística en 1997 por El nieto de Don Mateo y El show de Videomatch; a la mejor labor humorística en 1998 por Los Rodríguez y El show de Videomatch; y al mejor actor de comedia en 2003 por Son amores.

## Carrera
Se inició como asistente de Juan Carlos Altavista, en el programa "Supermingo" durante fines de los años 1980. Allí conoció a Maribel, con quien tuvo a sus hijos Imanol y Felipe.
Se hizo conocido a principios de los años 90 formando parte del personal de Videomatch, en el cual realizaba imitaciones de los grandes personajes del espectáculo, performance que le posibilitó tener su propio programa en 1998, Los Rodríguez. 
Su primer papel protagonista lo consiguió en una de las tiras de Pol-ka Producciones, Son amores, entre 2002 y 2003, en el papel de Roberto Sánchez durante dos temporadas televisivas, y una teatral realizada durante 2002 en el Ópera. 
Luego protagonizó en Telefe la telecomedia de Ideas del sur Los Roldán, en el 2004 y en 2005 en Canal 9. Junto a un elenco que lo integraban Gabriel "Puma" Goity, Florencia de la V, China Zorrilla, entre otros.
Más tarde protagonizó su propio ciclo humorístico, El código Rodríguez, en 2006. Y año siguiente protagonizó la ficción, El Capo. En teatro protagonizó La jaula de las locas en dos temporadas.
Volvió a Pol-ka en 2008, como protagonista de la telecomedia Por amor a vos, junto a Claribel Medina.
En 2010 coprotagonizó Alguien que me quiera, donde junto a Susú Pecoraro, Osvaldo Laport y Andrea del Boca. Su personaje se llamaba Armando Cutuli, cuñado del personaje que encarna Laport. En julio de 2010 dejó de la tira, junto a Susu Pecoraro y otros integrantes del elenco.
En 2013 le dio su voz al personaje del capitán  del equipo liso, en la primera película animada en 3D argentina, Metegol, dirigida por Juan José Campanella.  Ese mismo año se sumó como columnista en el programa Fiebre de Radio por la Noche.
Junto a Silvia Kutika protagonizó la comedia musical televisiva Qitapenas, estrenada en 2013, y grabada durante el año 2012.
En 2014 participó en Tu cara me suena 2 donde debía imitar a cantantes nacionales e internacionales.
En 2016 interpreta al personaje que interpretaba Altavista, Minguito, en Polémica en el bar.
En 2017 y 2018 volvió a la pantalla chica por Telefe, interpretando a Pedro Palacio en la telenovela Argentina Golpe al corazón.
En 2019 fue citado por Marcelo Tinelli para participar en su primer programa, en honor a los 30 años de Videomatch y Showmatch, además condujo el programa "Los Titulares", un programa deportivo nocturno, que cuenta con la participación de Juan Manuel Varela, Hugo Balassone y Santiago Kovadloff.
En 2023 hizo su participación en Buenos chicos encarnando a Santiago Vargas, en esa misma tira participó su hijo Imanol.

## Filmografía
| Año       | Título              | Personaje    |
| --------- | ------------------- | ------------ |
| 2004      | Tus ojos brillaban  | Daniel       |
| 2009      | Papá por un día     | Tito         |
| 2013      | Metegol             | Capitán Liso |
| 2017      | Cantantes en Guerra | Raúl         |
| 2019-2020 | 7 años              |              |

## Televisión

### Programas
| Año                  | Programa              | Canal      | Notas                          |
| -------------------- | --------------------- | ---------- | ------------------------------ |
| 1986-1988            | SuperMingo            | Canal 11   | Producción                     |
| 1989                 | La barra de Dolina    | Canal 11   | Apariciones                    |
| 1992-2000            | Videomatch            | Telefe     | Parte del personal             |
| 1996-1997, 1999-2000 | El nieto de don Mateo | Telefe     | Don Mateo                      |
| 1998                 | Los Rodríguez         | Telefe     | Imitador                       |
| 2000                 | Operación Rodríguez   | América TV | Varios                         |
| 2004                 | Videomatch            | Telefe     | Jorge Lanata, Tito Roldan      |
| 2006                 | Jamón del medio       | TyC Sports | Conducción                     |
| 2009                 | Showmatch             | El Trece   | Doña flor y sus tres puesteros |
| 2011                 | @Rodríguez            | 360 TV     | Imitador                       |
| 2015                 | Showmatch             | El Trece   | Minguito                       |
| 2016                 | Polémica en el bar    | Telefe     | Minguito                       |
| 2019                 | Showmatch             | El Trece   | Personal de humoristas         |

### Realities shows
| Año       | Título                          | Rol          | Notas                    |
| --------- | ------------------------------- | ------------ | ------------------------ |
| 2013      | Celebrity Splash                | Jurado       |                          |
| 2014      | Tu cara me suena 2              | Participante | 6.º clasificado          |
| 2020–2021 | Cantando 2020                   | Participante | Abandonó voluntariamente |
| 2022      | ¿Quién es la máscara? (Uruguay) | Participante | 6.º desenmascarado       |

### Ficciones
| Año       | Título                                 | Personaje/Rol                      | Canal          |
| --------- | -------------------------------------- | ---------------------------------- | -------------- |
| 2002-2003 | Son amores                             | Roberto Sánchez                    | Canal 13       |
| 2004-2005 | Los Roldán                             | Adalberto 'Tito' Roldán            | Telefe/Canal 9 |
| 2005      | Floricienta                            | Sacerdote                          | Canal 13       |
| 2006      | El código Rodríguez                    | Rodríguez                          | Telefe         |
| 2006      | Montecristo                            | Cameo                              | Telefe         |
| 2007      | El Capo                                | Omar Yariff                        | Telefe         |
| 2007      | Los cuentos de Fontanarrosa            | Ángel                              | TV Pública     |
| 2008      | Por amor a vos                         | Beto Baldés                        | Canal 13       |
| 2009      | Los exitosos Pells                     | Cameo                              | Telefe         |
| 2010      | Alguien que me quiera                  | Armando Cutuli                     | Canal 13       |
| 2011      | Recordando el show de Alejandro Molina | Barragán                           | TV Pública     |
| 2011      | Los Únicos                             | Salvatore Materazzi                | Canal 13       |
| 2011      | Sr. y Sra. Camas                       | Desconocido                        | TV Pública     |
| 2011      | El hombre de tu vida                   | Rolo                               | Telefe         |
| 2011      | Historias de la primera vez            | Roberto                            | América TV     |
| 2011      | Volver al ruedo                        | Francisco                          | Canal 13       |
| 2013      | Qitapenas                              | Antonio 'Tony' Qitapenas           | Telefe         |
| 2013      | Historias de corazón                   | Agustín (Ep: "Un amor de suegra" ) | Telefe         |
| 2013      | Solamente vos                          | Coco                               | Canal 13       |
| 2017      | Heidi, bienvenida a casa               |                                    | Nickelodeon    |
| 2017      | Golpe al corazón                       | Pedro Palacio                      | Telefe         |
| 2018      | Generaciones                           | Mariano                            | El Trece       |
| 2023      | Barrabrava                             | «Oveja»                            | Prime Video    |
| 2023      | Buenos chicos                          | Santiago Vargas                    | Canal 13       |
| 2025      | Los MacAnimals                         | Ramón                              | Disney Channel |

## Imitaciones
La mayoría de sus imitaciones son caracterizadas con disfraces y maquillaje. Algunos de los personajes imitados por Miguel Ángel Rodríguez dentro del programa "El show de Videomatch" y "Los Rodríguez":
- Gerardo Sofovich
- Mariano Grondona
- Minguito
- Jorge Lanata
- Carlos Bilardo
- Carlos Menem
- Fernando de la Rua
- Daniel Lalín
- Héctor Veira
- Marcelo Tinelli
- Mario Socolinsky
- Américo Gallego
- Carlos Bianchi
- Martín Palermo
- Santo Biasatti
- Juan Alberto Mateyko
- Enrique Iglesias

## Premios y nominaciones
| Año  | Premio          | Categoría                     | Trabajo        | Resultado |
| ---- | --------------- | ----------------------------- | -------------- | --------- |
| 1998 | Martin Fierro   | Labor Cómica                  | Los Rodríguez  | Ganador   |
| 2003 | Martín Fierro   | Actor protagonista de comedia | Son amores     | Ganador   |
| 2004 | Martín Fierro   | Actor protagonista de comedia | Los Roldán     | Nominado  |
| 2009 | Martín Fierro   | Actor protagonista de comedia | Por amor a vos | Nominado  |
| 2015 | Premios VOS     | Mejor Actor                   | Extraña pareja | Nominado  |
| 2025 | Estrella de Mar | Actor comedia dramática       | Quieto         | Ganador   |